# Бено Юнеман
Бено Юнеман (на немски: Benno Jünemann; р. 1 април 1924 г. в Мерзебург, Саксония-Анхалт; п. 21 юли 2011, Люденшелд) е немски композитор, хоров диригент, органист и педагог. Учи немска литература и музика (пиано) в университета в Лайпциг, учител в Илменау, Тюрингия, 1957 г. в Людингаузен, Мюндстерланд, а от 1959 г. в Плетенберг, Зауерланд, Северен Рейн-Вестфалия.

## Творчество
- Автор е и съставя музика по „Песен на любовта“ (Das Hohelied der Liebe) от ап. Павел: Вяра, Надежда и Любов, 2004
- Песен за Свети Франциск от Асизи в четири части за смесен хор, орган, сопран и бас соло през 1995 г.
- Песен по стихотворенията от Теодор Щорм в четири части за смесен хор
- „Славеят“ от Теодор Щорм в четири части за смесен хор
- „Не гледайте какво правят другите“ от Кристиан Моргенщерн за смесен хор
- Песен по Псалм 126

## Текст наDas Hohelied der Liebe
1. Коринтяни 13
  1. Ако говоря с човешки и ангелски езици, а любов нямам, аз съм станал мед що звънти, или кимвал що дрънка.
  2. И ако имам пророческа дарба, и зная всички тайни и всяко знание, и ако имам пълна вяра, тъй щото и планини да премествам, а любов нямам, нищо не съм.
  3. И ако раздам всичкия си имот за прехрана на сиромасите, и ако предам тялото си на изгаряне, а любов нямам, никак не ме ползува.
  4. Любовта дълго търпи и е милостива; любовта не завижда; любовта не се превъзнася, не се гордее,
  5. не безобразничи, не търси своето, не се раздразнява, не държи сметка за зло,
  6. не се радва на неправдата, а се радва заедно с истината,
  7. всичко премълчава, на всичко хваща вяра, на всичко се надява, всичко търпи.
  8. Любовта никога не отпада; другите дарби, обаче, пророчества ли са, ще се прекратят; езици ли са, ще престанат; знание ли е, ще се прекрати.
  9. Защото отчасти знаем и отчасти пророкуваме;
  10. но когато дойде съвършеното, това, което е частично, ще се прекрати.
  11. Когато бях дете, като дете говорех, като дете чувствувах, като дете разсъждавах; откак станах мъж, напуснал съм детинското.
  12. Защото сега виждаме нещата неясно, като в огледало, а тогава ще ги видим лице с лице; сега познавам отчасти, а тогава ще позная напълно, както и съм бил напълно познат.
  13. И тъй, остават тия трите: вяра, надежда и любов; но най-голяма от тях е любовта.

## В музиката
Hohelied der Liebe е композирана за смесен хор песен в четири части от Бено Юнеман. През 2004 година е включена в албума с аранжимент на Лакримоса Lichtgestalt от 2005. Текст Апостол Павел, музика и аранжимент Тило Волф със съпровод на Лондонския симфоничен хор и оркестър.